# Pierre Fitch
Pierre Fitch (Cornwall, 1º novembre 1981) è un attore pornografico e disc jockey canadese di film di genere gay.
Inizialmente sotto contratto, in esclusiva, con la Falcon Entertainment Fitch abbandonò in seguito lo sfarzo della California per trasferirsi a Montréal, non prima però di essersi messo in proprio.

## Biografia
All'età di 18 anni Fitch, convinto di poter aver successo nel mondo del porno, cominciò ad inviare foto ed ottenne il suo primo ingaggio presso la HM Boys. Dopo aver girato il Canada in lungo ed in largo, Fitch riuscì poi ad essere ingaggiato da una grande società, la Falcon Entertainment. Dopo aver messo su qualche chilo per avere un'immagine più vendibile, Fitch cominciò a girare film per la Falcon in quel di Los Angeles, avendo però sempre come obiettivo quello di riuscire, un giorno, a mettersi in proprio. Ma non fu facile: la Falcon lo pagava bene ed in cambio il calendario delle riprese era stressante ed estenuante. Ma durante quell'esperienza Fitch riuscì anche a cogliere qualche segreto del mestiere, abbastanza da lanciare un proprio sito web dopo essere uscito dal contratto con la compagnia statunitense.

## Vita privata
Fitch è sempre rimasto legato alla sua famiglia. Fece il suo coming out rivelando ai genitori, contestualmente, sia la sua omosessualità, sia la sua attività di attore pornografico. Almeno apparentemente, i genitori furono molto comprensivi.
Nel 2005 Fitch annunciò ai media del mondo gay di essersi sposato con l'allora giovanissimo Ralph Woods. I due stavano collaborando nella produzione di alcuni video per il sito web di Fitch, ed erano stati coinvolti in produzioni comuni sia in coppia che separatamente. Successivamente Fitch dichiarò che la sua unione con Woods non aveva nulla né di ufficiale né di legale, ed il 7 settembre 2007 annunciò ufficialmente sul suo blog personale la loro separazione. Nell'autunno 2008, in un'intervista rilasciata al Fab Magazine (n. 356), Fitch rivelò che la storia del matrimonio con Woods era stata solo una mossa di marketing.

## Filmografia
- 2009: Pierre Fitch: Knockout, VideoBoys Productions
- 2008: Meet Pierre Fitch Forum (MeetPierreFitch.com), Fitch Media
- 2008: One Night With Pierre Fitch (PierreFitchOnline.com), Fitch Media
- 2008: Pierre Fitch Galleries (PierreFitchGalleries.com),
- 2007: Back Together (PornTeam.com), Fitch Woods Productions
- 2006: Big Dick Club (Falcon Pac 166), Falcon Studios
- 2006: Spokes III (Falcon Pac 165), Falcon Studios
- 2005: Through the Woods (Falcon Pac 157), Falcon Studios
- 2004: Born 2 B Bad (Falcon Pac 156), Falcon Studios
- 2004: Longshot (Jocks Pac 119), Jocks Studios
- 2004: Pierre's Freshmen Year, VideoBoys Productions
- 2003: Pierre's After School Special, VideoBoys Productions

### Su Internet
- 2007 ad oggi: Pierre Fitch Online (PierreFitchOnline.com)

## Riconoscimenti
- 2006: candidatura al GayVN Awards come miglior attore[2]
- 2006: candidatura al GayVN Awards per la miglior scena in coppia